# Endothia
Endothia — рід грибів родини Cryphonectriaceae. Назва вперше опублікована 1849 року.

## Види
База даних Species Fungorum станом на 24.10.2019 налічує 9 видів роду Endothia:
- Endothia chinensis C.M.Tian & N.Jiang, 2019
- Endothia fluens (Sowerby) Shear & N.E.Stevens, 1917
- Endothia hypocreoides (Berk. & Cooke) Höhn., 1910
- Endothia metrosideri (Roane & Fosberg) M.E.Barr, 1983
- Endothia paraguayensis (Speg.) Höhn., 1910
- Endothia passeriniana (Cooke) Weese, 1910
- Endothia pseudoradicalis Petri, 1913
- Endothia tephrothele (Berk.) Höhn., 1910
- Endothia virginiana P.J.Anderson & H.W.Anderson, 1912